# Rubia cordifolia
Rubia cordifolia, tên phổ thông thiến thảo, là một loài thực vật có hoa trong họ Thiến thảo. Loài này được L. miêu tả khoa học đầu tiên năm 1767.

## Hình ảnh

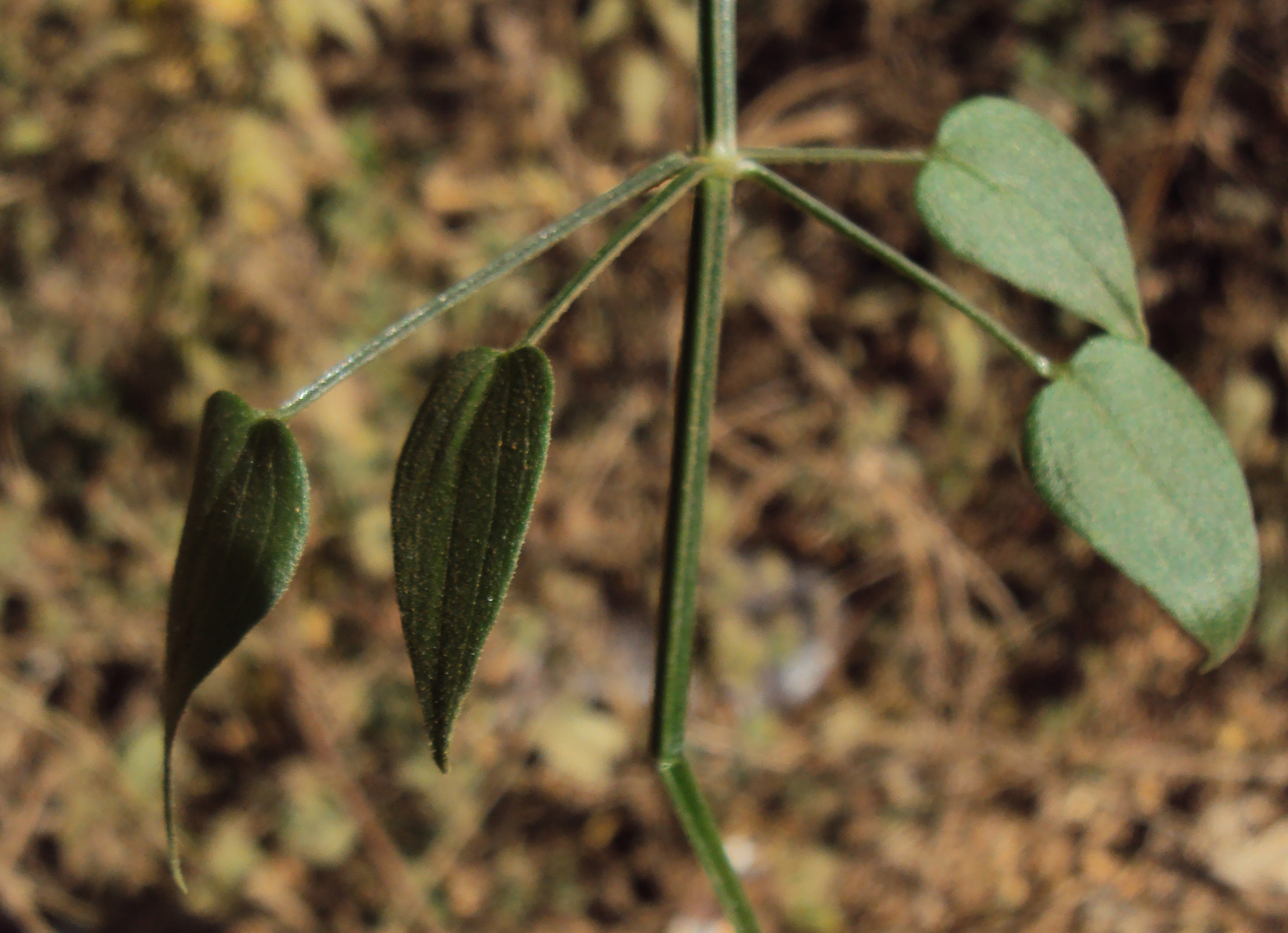
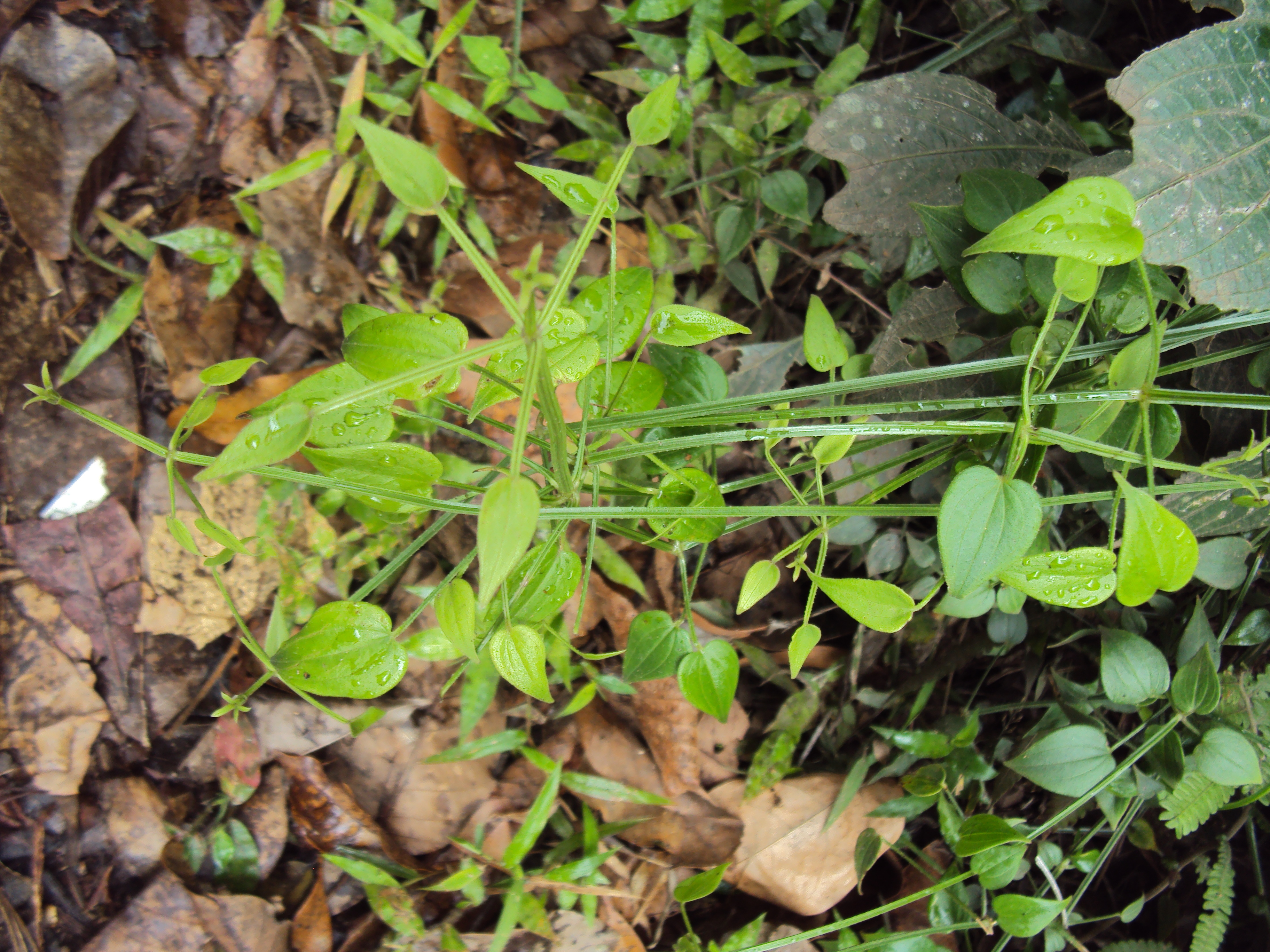
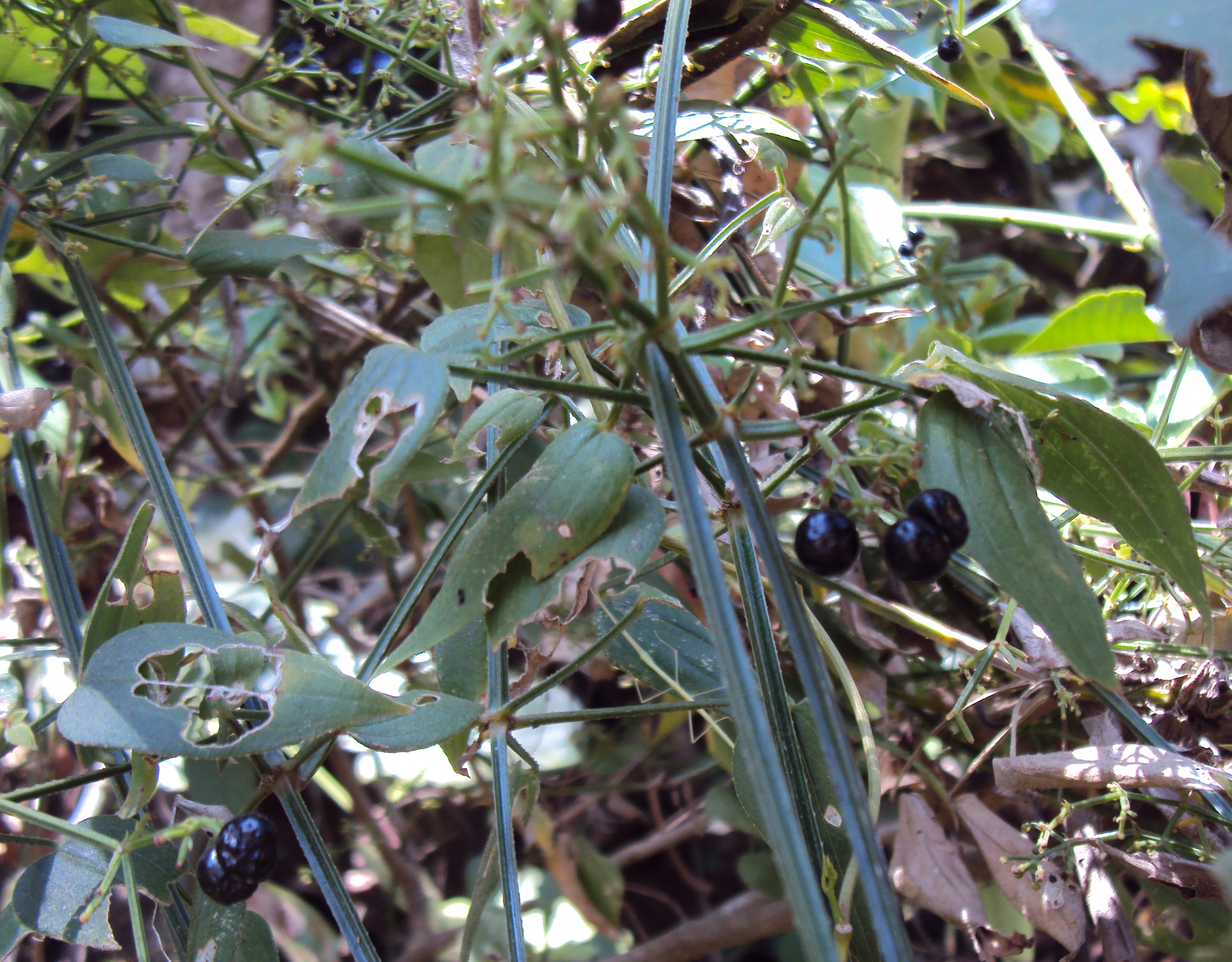
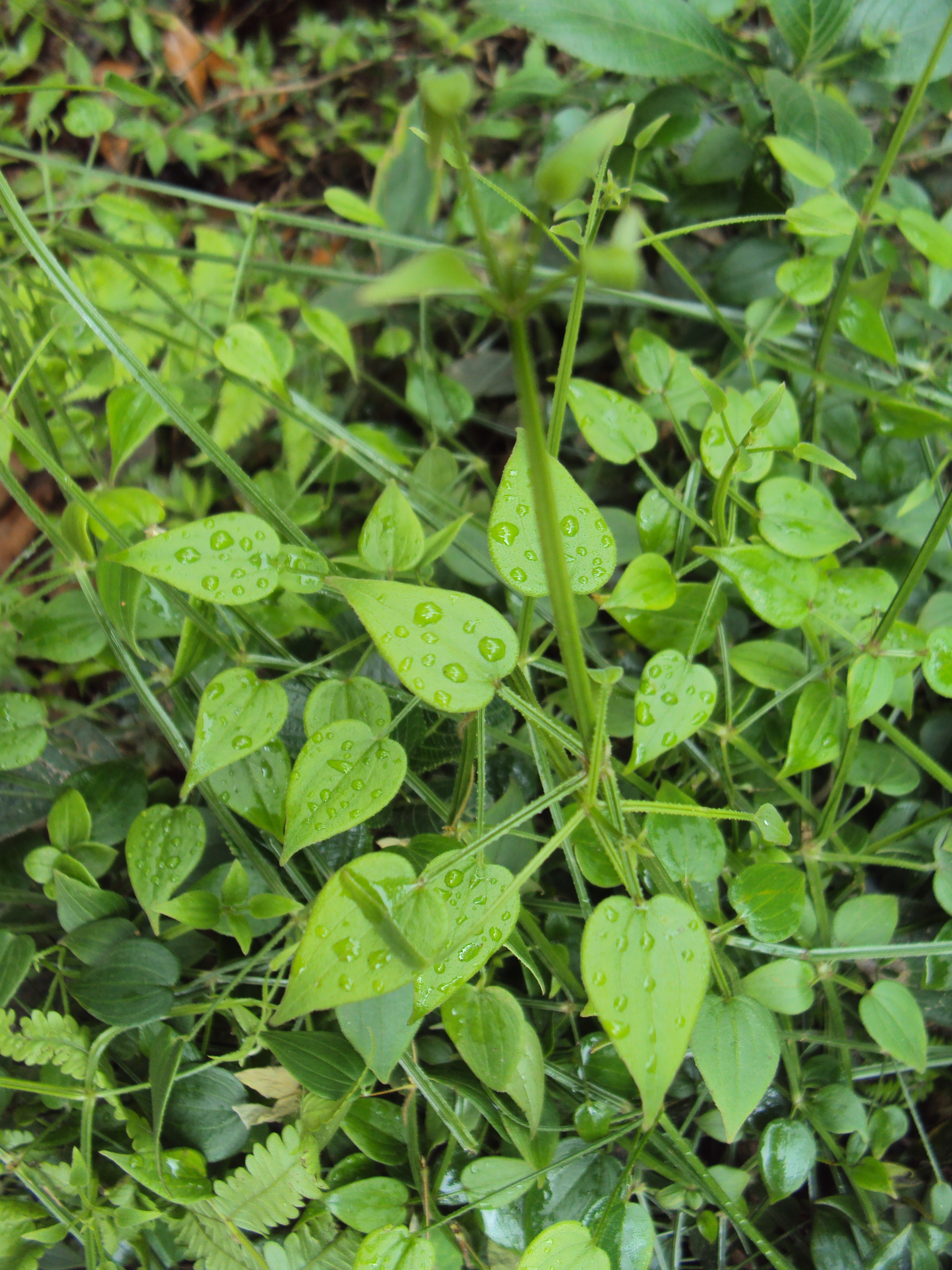